# Delirant (pel·lícula, 1991)
Delirant (títol original: Delirious) és una pel·lícula estatunidenca dirigida per Tom Mankiewicz i estrenada l'any 1991. Ha estat doblada al català.

## Argument
Jack Gable escriu guions per un fulletó que comença a ofegar-se. Està en desacord amb els seus socis qui desitgen fer desaparèixer el personatge de Rachel amb la finalitat de reemplaçar-ho per una actriu menys cara. Un dia, mentre marxa de cap de setmana amb Laura, l'actriu qui interpreta Rachel, queda atordit per un cop del maleter del cotxe que s'ha obert tot sol. Poc després, és víctima d'un accident de cotxe i es desperta a l'hospital. Creient en principi ser víctima d'una farsa, s'adona que es troba en la sèrie que ell mateix ha escrit!

## Repartiment
- John Candy: Jack Gable
- Mariel Hemingway: Janet Dubois / Louise
- Emma Samms: Rachel Hedison / Laura Claybourne
- Raymond Burr: Carter Hedison
- Dylan Baker: Blake Hedison
- Charles Rocket: Ty Hedison
- David Rasche: Dr. Paul Kirkwood / Dennis
- Andrea Thompson: Helen Caldwell, la infermera
- Zach Graner: Mickey
- Jerry Orbach: Lou Sherwood
- Renee Taylor: Arlene Sherwood
- Milt Oberman: Fetterman, el segon guionista
- Mark Boone Junior: el reparador del cable
- Tony Steedman: Edward, el criat
- John Michael Bolger: Len, el mecànic
- Fred Morsell: l'home qui s'asfixia, a la tarda
- Marvin Kaplan: el reparador de la màquina d'escriure
- Margot Kidder: la dona als banys (no surt als crèdits)
- Robert Wagner: Jack Gates (no surt als crèdits)